# Dampfnudelblues
Dampfnudelblues ist ein deutscher Kriminalfilm aus dem Jahr 2013. Die Literaturverfilmung basiert auf dem gleichnamigen Roman von Rita Falk. Der Film des Regisseurs Ed Herzog hatte am 29. Juni 2013 auf dem Filmfest München Premiere. Die Kriminalkomödie kam am 1. August 2013 in die deutschen Kinos und wurde am 5. Dezember 2013 erstmals im Fernsehen (ARD) ausgestrahlt. Die Komödie ist die erste Folge der Eberhoferkrimi-Reihe.

## Handlung
Der als ehemaliger Kripobeamter in die Provinz strafversetzte Polizeihauptmeister Franz Eberhofer lebt mit seiner kochbegabten, aber scheinbar schwerhörigen Großmutter und seinem Vater, einem Rentner-Hippie und Beatles-Fan, im niederbayerischen Niederkaltenkirchen. Franz toleriert den kleinen, auf Eigenbedarf ausgelegten, Cannabis-Garten seines Vaters. Außerdem hat er eine schwierige Liebesbeziehung mit der Rathaus-Sekretärin Susi.
Eberhofers erster Einsatz im Film führt ihn zum allseits unbeliebten Schuldirektor Höpfl. Die Hauswand des alleinlebenden Schulrektors ist mit „STIRB DU SAU“ in großen roten Buchstaben besprüht. Nach der Anzeige beim einzigen Ortspolizisten Eberhofer verschwindet der Rektor für einige Tage von der Bildfläche, ohne irgendeine Nachricht zu hinterlassen. Dies animiert Eberhofer zu einigen Aktivitäten wie dem amtlichen Öffnen des Hauses durch einen Schlüsseldienst und der Inaugenscheinnahme der Räumlichkeiten, jedoch ohne dass er dabei Auffälligkeiten bemerken kann.
Nach wenigen Tagen taucht Höpfl jedoch wieder auf, was Eberhofer telefonisch gemeldet wird. Er will den Rektor zur Rede stellen und begibt sich deswegen zu dessen Wohnhaus, wo er – nach vergeblichem Klingeln – mit dem zuvor aus dem Haus mitgenommenen Zweitschlüssel eindringt. Er findet den Rektor in der Badewanne vor, scheinbar ertrunken. Doch der Schuldirektor lebt, und es kommt zu einem Wortwechsel, bei dem der Rektor auf seine Privatsphäre pocht und sich derartige Nachforschungen verbittet. Kurz danach wird er jedoch nachts tot und mit abgetrenntem Kopf auf den Gleisen des Bahnhofs unter einem Güterzug gefunden.
Eberhofers Freundin ist inzwischen sauer auf ihn, weil er nach einer gemeinsamen Nacht leichtfertig bemerkt, sie habe „mittlerweile ganz schöne Dellen auf de Haxn“, woraufhin sie aus dem Bett springt, das Haus verlässt und – unter den Augen seines vor dem Haus kiffenden Vaters – nackt mit dem Fahrrad nach Hause fährt. Später reist sie mit einer Kollegin nach Italien und verliebt sich dort anderweitig. Eberhofers Bruder und dessen thailändische Frau engagieren ihn – nach kurzem Streit über die Hanfplantage des Vaters – als Babysitter für die Dauer des Deutschkurses der thailändischen Schwägerin, da das Baby – außer bei seiner Mutter – nur bei ihm zufrieden und still ist.
Eberhofer glaubt im Gegensatz zu seinem Dienststellenleiter Moratschek nicht an einen Suizid, sondern fahndet weiter nach dem Täter, obwohl die Kripo den Fall eingestellt hat und Franz dafür nicht zuständig ist. Dabei unterstützt ihn sein Münchner Ex-Kollege Rudi Birkenberger, der die Strafversetzung in die Provinz seinerzeit abgelehnt hat, sich aber als Hausdetektiv eines Supermarktes furchtbar langweilt. Ein Hinweis von Gas-Wasser-Installateur Flötzinger auf einen Swimmingpool, den er im Keller von Höpfl eingebaut habe, offenbart den Ermittlern die sadomasochistische sexuelle Orientierung des Schuldirektors. Weitere Recherchen führen zu Bruno, einem ehemaligen Schulkameraden von Eberhofer, der damals zur französischen Fremdenlegion geflüchtet war, nachdem er von der Schwangerschaft seiner Freundin Angie erfahren hatte. Vor kurzem ist er zurückgekehrt in der Hoffnung, den Kontakt zur Ex-Freundin und dem gemeinsamen Sohn Marcel wieder anknüpfen zu können. Marcel ist drogenabhängig und hatte zur Finanzierung seiner Sucht u. a. auch als Stricher mit dem homosexuellen Höpfl verkehrt. Eberhofer warnt Bruno, dass man ihm auf der Spur sei, in der Hoffnung, dass der Tatverdächtige nervös wird und einen Fehler macht. Stattdessen überrascht dieser Eberhofer im Schlaf und will durch die Entführung der Nichte seine Flucht erzwingen, wobei er nebenbei ein Geständnis ablegt. Birkenberger taucht zufällig auf und kann Bruno k. o. schlagen, der anschließend verhaftet wird. Kurz darauf erhalten beide aber den Hinweis, dass Höpfl wohl durch Marcels Mutter, Brunos Exfreundin, ermordet worden sein muss. Dies wird durch Eberhofer und seinen Freund Rudi jedoch nicht richtiggestellt, da Bruno die Schuld freiwillig auf sich genommen hat, um seine Exfreundin zu schützen, sozusagen als Wiedergutmachung für seine damalige Flucht vor seiner Verantwortung als Vater. (Das Ende des Films weicht dabei erheblich von der Buchvorlage ab.)
In der Schlussszene setzt Franz seinen Kumpel Birkenberger am Verkehrskreisel außerhalb des Ortes ab und fährt mit dem Dienstwagen weiter Richtung Italien, offenbar, um seine zu ihrem italienischen Urlaubsfreund gefahrene Freundin Susi zurückzugewinnen.

## Hintergrund
- Der Film wurde vom 16. September 2012 bis zum 17. Oktober 2012 in München und Niederbayern, hauptsächlich in Frontenhausen und der näheren Umgebung gedreht.[5]
- Von jeder verkauften Kinokarte gingen 0,10 € an die Sonderaktion „Hochwasserhilfe Bayern“ der Sternstunden, einer Benefizaktion des Bayerischen Rundfunks für den Wiederaufbau und die Renovierung von Kinderkliniken, heilpädagogischen Tagesstätten oder integrativen Kindergärten in den vom Hochwasser 2013 betroffenen Gebieten.[4]
- Die titelgebende Dampfnudel ist eine traditionelle Mehlspeise der süddeutschen Küche.
- Ilse Neubauer spielt in diesem Film noch Oma Eberhofer, ab dem darauffolgenden produzierten Film Winterkartoffelknödel übernimmt Enzi Fuchs die Rollenbesetzung.
- In der Romanreihe ist Dampfnudelblues Eberhofers zweiter Fall,[6] während die Verfilmung den ersten Teil der Filmreihe darstellt. Hierdurch wird die Kontinuität des Handlungsstrangs um Susi und ihren italienischen Freund in der zweiten Verfilmung Winterkartoffelknödel, dem ersten Teil der Romanreihe, unterbrochen und erst in Schweinskopf al dente weitergeführt.

## Trivia
- Häufig im Film zu sehen ist Franz’ Dienstwagen, ein Audi 80 B2 mit Polizei-Sonderausstattung wie Rundumkennleuchte, verschließbarem Waffenfach in der Beifahrertür und Heckachsen-Höherlegung im Rahmen des bei Streifenwagen standardmäßig verbauten Schlechtwegepakets. Obwohl im Film kein Mangel daran festzustellen ist, muss Franz sich für diesen Youngtimer Häme gefallen lassen, der Wagen wird von seinem Dienststellenleiter als „Polizeiinspektion-1-Gedächtniskarren“ verspottet.
- Franz Eberhofer raucht selbstgedrehte Zigaretten der fiktiven Marke „Delilah“, eine Anspielung auf den tatsächlich existierenden Drehtabak Samson und die alttestamentliche Erzählung aus dem Buch der Richter von Samson und Delila.
- Stefan Betz, der mitunter auch für die Drehbücher der Eberhoferkrimis verantwortlich ist, spielt den traumatisierten Lokführer des Güterzugs, der das Mordopfer überrollt hatte.

## Kritiken
„Skurrile, von schrulligen Figuren bevölkerte (Fernseh-)Krimikomödie als Verfilmung eines Romans von Rita Falk, in der kräftig bavarisiert wird. Den vielen schrillen Pointen stehen manche liebenswürdig-melancholische Momente gegenüber.“

„Dank vieler witziger und trocken präsentierter Dialoge […] ist dieser urbayrische Klamauk […] trotz eher mittelmäßiger TV-Inszenierung durchaus unterhaltsam. Die meisten Schauspieler machen ihre Sache ganz gut, wenn auch einige Momente arg steif und überkonstruiert daherkommen.“

„Auch wenn der Film um so manches Klischee nicht herumkommt, bereitet er großes Vergnügen. Regisseur Herzog und Drehbuchautor Christian Zübert haben herrlich schrullige Charaktere ins Leben gerufen, die den Widrigkeiten des Lebens gelassen und mit viel trockenem Humor begegnen.“